# Чрний Поток (Шмартно-при-Літії)
Чрний Поток (словен. Črni Potok) — поселення в общині Шмартно-при-Літії, Осреднєсловенський регіон, Словенія. 
Висота над рівнем моря: 259,7 м.